# Monarch of the Seas
Die Monarch of the Seas war ein 1992 in Dienst gestelltes Kreuzfahrtschiff der Reederei Royal Caribbean International. Es wurde bis 2013 unter diesem Namen betrieben und dann zum Tochterunternehmen Pullmantur Cruises transferiert, für das es bis zur Verschrottung in Aliağa 2020 als Monarch unterwegs war. Das Schiff war die zweite Einheit der Sovereign-Klasse.

## Geschichte

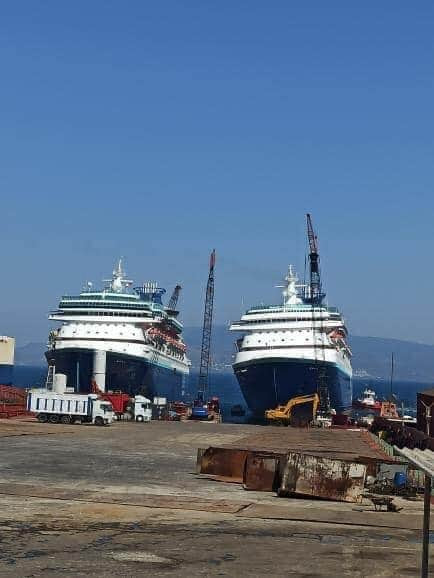
Die Monarch neben ihrer Schwester Sovereign beim Abbruch

Die Monarch of the Seas wurde am 31. Juli 1989 unter der Baunummer A30 als zweites der aus drei Schiffen bestehenden Sovereign-Klasse auf Kiel gelegt und lief am 22. September 1990 vom Stapel. Die Übernahme durch Royal Caribbean International erfolgte am 15. Oktober 1991, die Indienststellung im November 1991. Im Jahr 2004 erfolgte eine Renovierung im Trockendock und mit größeren Kabinen, größeren Aufenthaltsbereichen, Johnny Rockets, einer Kletterwand, neuen Pools und mehr Platz für den Gästekomfort ausgestattet. Schwesterschiffe waren die 1988 in Dienst gestellte und 2008 als Sovereign ebenfalls zu Pullmantur Cruises transferierte Sovereign of the Seas, sowie die 1992 in Dienst gestellte Majesty of the Oceans, ehemals Majesty of the Seas.
Am 1. April 2013 übergab Royal Caribbean International die zu diesem Zeitpunkt 22 Jahre alte Monarch of the Seas an die Schwestergesellschaft Pullmantur Cruises, die das Schiff seitdem als Monarch einsetzte.
Aufgrund der COVID-19-Pandemie wurde die Monarch im Frühjahr 2020 gemeinsam mit ihrem Schwesterschiff Sovereign sowie der Horizon vorübergehend außer Dienst gestellt. Nach einer drohenden Insolvenz von Pullmantur Cruises wurde bekannt, dass die Monarch genau wie die zwei anderen Schiffe der Flotte, nicht wieder für die Reederei in Fahrt kommen soll, sondern stattdessen verschrottet werden soll. Nach dem Ausbau von Schiffseinrichtungen in Neapel sowie einem Zwischenstopp in Malta traf die 29 Jahre alte Monarch am 13. Juli 2020 auf Reede vor den Abwrackwerften von Aliağa ein. Am 22. Juli 2020 wurde die Monarch zum Abbruch gestrandet. Ihre Schwester Sovereign folgte am darauffolgenden Tag. Verschrottet wurden beide Schiffe vom EU-zertifizierten Betrieb Öge Gemi Söküm.

## Zwischenfälle
Während des Baus brach am 3. Dezember 1990 ein Feuer an Bord aus. Die Ablieferung wurde dadurch um ein halbes Jahr verzögert.
Am 15. Dezember 1998 lief das Schiff vor Sint Maarten auf ein Riff. Der Rumpf wurde auf einer Länge von 40 m aufgerissen; die Crew setzte das Schiff auf Strand, um Schlimmeres zu verhindern. Die folgende Evakuierung verlief reibungslos.